# 伏見宮治仁王
伏見宮治仁王（ふしみのみや はるひとおう、応安3年（1370年） - 応永24年2月12日（1417年2月28日））は、南北朝時代・室町時代の皇族。世襲親王家の伏見宮第2代当主。追号は葆光院。

## 系譜
父は栄仁親王。母は三条実治の女の藤原治子（西御方）。北朝第3代崇光天皇の孫。伏見宮第3代当主の貞成親王（現在の皇室と旧皇族の男系共通の祖）は同母弟。
- 妃：今上臈（一条氏）
  - 第1王女：智観女王（1412-1424）
  - 第2王女：真栄女王（1414-1424）
  - 第3王女：智久女王（1417-1433）

## 略歴

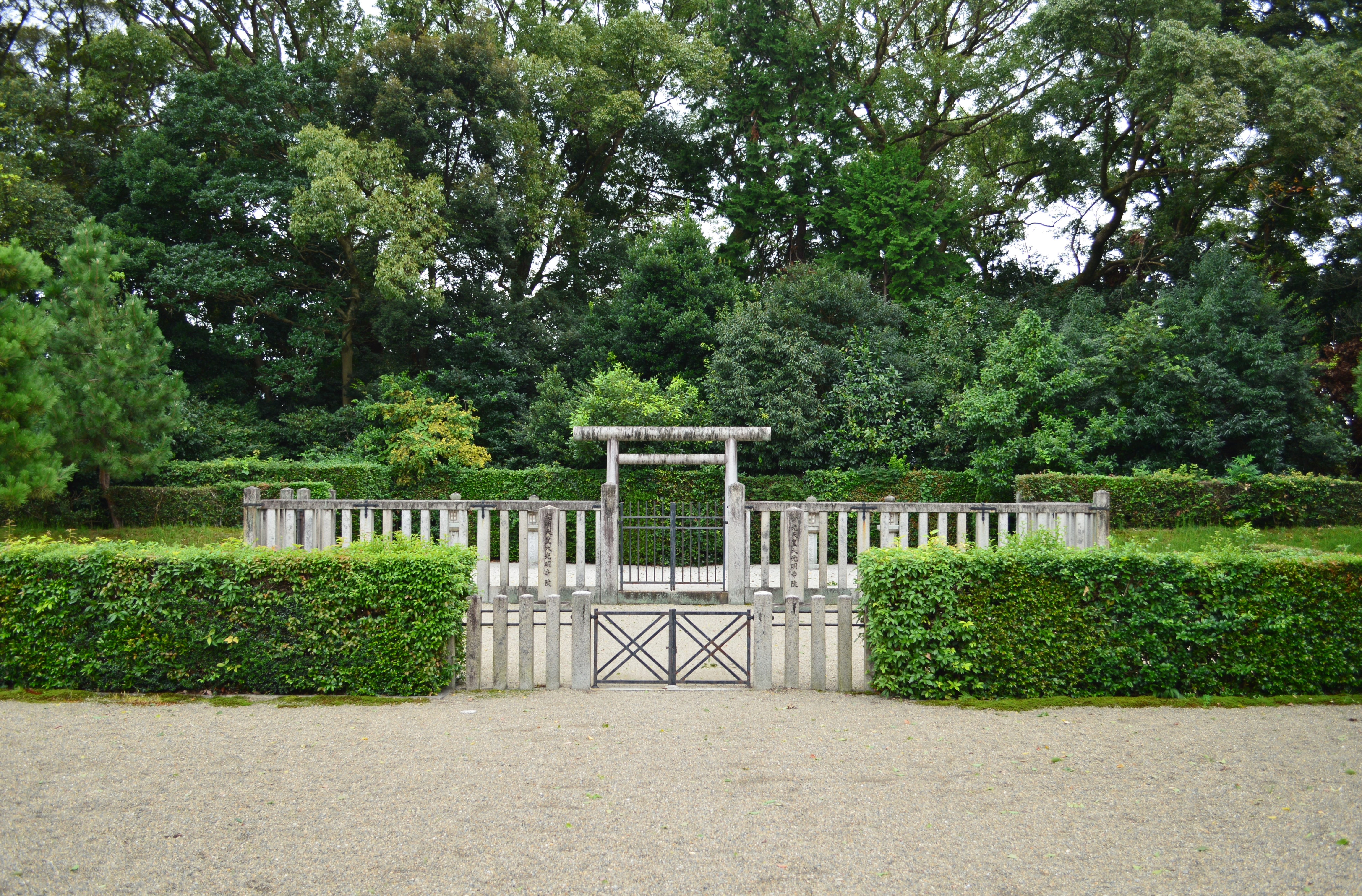
治仁王墓（京都府京都市）。

応永15年（1408年）12月20日に元服。応永18年には弟の貞成を猶子とし、貞成元服の加冠役を務めた。応永23年（1416年）11月に父の栄仁親王が薨去すると宮家を相続するが、わずか数カ月で急逝した。このため治仁王の跡を継いだ貞成親王に兄宮を毒殺した嫌疑がかけられたが、後小松上皇や4代将軍足利義持への弁明が功を奏して安堵を受けている。なお、治仁王は貞成親王の兄であるというのが通説であるが、貞成親王の弟とする説もある。これは、治仁王薨去について記した『看聞日記』（貞成親王の日記）の記事に書かれた王の享年が「卅七」と記され、当時46歳であった貞成親王よりも年下になっていることによる。もっとも、これを「卅」と「卌」の書き誤りに過ぎず、また『看聞日記』には一貫して治仁王を「一宮」などと書かれていることから、栄仁親王の長男で貞成親王の兄というのが正しいとする反論もある。墓は、宮内庁により京都府京都市伏見区桃山町泰長老にある治仁王墓に治定されている。宮内庁上の形式は円丘。光明天皇陵・崇光天皇墓と同兆域である。

## 伏見宮治仁王が登場する作品
- 原田隆之『皇位の呪縛』（叢文社、2006年） ISBN 4794705360